# Aéroport international de Vancouver
L'aéroport international de Vancouver, en anglais, Vancouver International Airport (code IATA : YVR • code OACI : CYVR), dessert la ville de Vancouver en Colombie-Britannique (Canada). Il est le deuxième aéroport le plus fréquenté du pays en nombre de passagers après l'aéroport international Pearson de Toronto.

## Situation

### Carte des principaux aéroports du Canada
| \| 300 km1:20 691 000 \| Calgary Charlottetown Edmonton Fredericton Gander Moncton Halifax Iqaluit Kelowna London Montréal–Mirabel Montréal–Trudeau Ottawa Prince George Québec Regina Saint-Jean Saskatoon Saint-Jean de T.-N. Thunder Bay Toronto Pearson Vancouver Victoria Whitehorse Winnipeg Yellowknife |
| 300 km1:20 691 000 |

## Compagnies aériennes et destinations

### Passagers
| Compagnies               | Destinations | Refs   |
| ------------------------ | --- | ------ |
| Aeroméxico               | Mexico-B. Juárez | [ 1 ]  |
| Air Canada               | - Brisbane, - Calgary, - Cancún, - Chicago-O'Hare, - Denver, - Edmonton, - Hong Kong, - Honolulu, - Houston-George Bush, - Las Vegas-Harry-Reid, - Londres-Heathrow, - Los Angeles, - Manille-N. Aquino, - Mexico-B. Juárez, - Miami, - Montréal (P.-E.-Trudeau), - Newark-Liberty, - Santa Ana-J. Wayne, - Ottawa (Macdonald-Cartier), - Pékin-Capitale, - Puerto Vallarta, - San Francisco, - Séoul-Incheon, - Shanghai-Pudong, - Singapour-Changi, - Sydney-K. Smith, - Tokyo-Narita, - Toronto (Pearson), - Winnipeg (J. A. Richardson) En saison : - Anchorage-T.-Stevens, - Auckland , - Austin-Bergstrom, - Bangkok-Suvarnabhumi, - Dubaï, - Dublin, - Francfort, - Halifax (Stanfield), - Huatulco (débute le 7 décembre 2025), - Ixtapa/Zihuatanejo, - Kahului, - Kona, - Kelowna, - Nashville, - Osaka-Kansai, - Palm Springs, - Phoenix-Sky Harbor, - Québec (Jean-Lesage), - Raleigh-Durham, - Régina, - Los Cabos, - Tampa, - Tepic (débute le 17 décembre 2025), - Whitehorse (E. Nielsen) | [ 4 ]  |
| Air Canada Express       | - Calgary, - Castlegar, - Comox, - Cranbrook, - Edmonton, - Fort St. John, - Kamloops, - Kelowna, - Nanaimo, - Phoenix-Sky Harbor, - Portland, - Prince George, - Prince Rupert, - Régina, - Sacramento, - San Diego, - Sandspit, - San Francisco, - Saskatoon, - Seattle-Tacoma, - Smithers, - Terrace-Kitimat, - Victoria (International), En saison : Los Angeles, Winnipeg (J. A. Richardson), Whitehorse (E. Nielsen) | [ 4 ]  |
| Air China                | Pékin-Capitale | [ 5 ]  |
| Air France               | Paris-Charles de Gaulle | [ 6 ]  |
| Air India                | Delhi-Indira Gandhi |        |
| Air New Zealand          | Auckland | [ 7 ]  |
| Air North                | Kelowna, Victoria (International), Whitehorse (E. Nielsen) En saison : Yellowknife |        |
| Alaska Airlines          | Seattle-Tacoma En saison: Portland, | [ 9 ]  |
| All Nippon Airways       | Tokyo-Haneda | [ 10 ] |
| American Airlines        | Dallas-Fort Worth En saison : Charlotte-Douglas, Chicago-O'Hare, Los Angeles | ,      |
| American Eagle           | En saison: Los Angeles | [ 11 ] |
| British Airways          | Londres-Heathrow En saison: Londres-Gatwick | [ 13 ] |
| Cathay Pacific           | Hong Kong | [ 15 ] |
| Central Mountain Air     | Kelowna, Quesnel, Smithers, Williams Lake | [ 16 ] |
| China Airlines           | Taïwan-Taoyuan | [ 17 ] |
| Condor                   | En saison: Francfort | [ 18 ] |
| Corilair                 | En saison : Campbell River (en) | [ 19 ] |
| Delta Air Lines          | Minneapolis-Saint-Paul | "      |
| Delta Connection         | Salt Lake City, Seattle-Tacoma | [ 20 ] |
| Edelweiss Air            | En saison : Zurich | [ 21 ] |
| EVA Air                  | Taïwan-Taoyuan | [ 22 ] |
| Fiji Airways             | Nadi |        |
| Flair Airlines           | Calgary, Edmonton, Guadalajara-M. Hidalgo y Costilla, Kelowna, Waterloo (en), Las Vegas-Harry-Reid, San Francisco, Toronto (Pearson), Winnipeg (J. A. Richardson) En saison: Cancún, London (Ontario), Mexico-B. Juárez (débute le 27 octobre 2025) , Palm Springs, Phoenix-Sky Harbor, Puerto Vallarta, Los Cabos | [ 23 ] |
| Gulf Island Seaplanes    | Gabriola Island/Silva Bay | [ 24 ] |
| Hainan Airlines          | Shenzhen-Bao'an | [ 25 ] |
| Harbour Air              | Bedwell Harbour, Ganges (en), Mayne Island, Nanaïmo Harbour (en), Tofino (Harbour), Victoria (International), Victoria (en), Victoria (Harbour), Whistler/Green Lake (en) | [ 26 ] |
| HeliJet                  | Nanaïmo Harbour (en), Vancouver-Coal Harbour, Victoria (Harbour) | [ 27 ] |
| Hong Kong Airlines       | Hong Kong |        |
| Icelandair               | Reykjavik-Keflavík | [ 28 ] |
| Iskwew Air               | Qualicum Beach |        |
| Japan Airlines           | Tokyo-Narita | [ 29 ] |
| JetBlue                  | New York-John F. Kennedy En saison: Boston Logan |        |
| KLM                      | Amsterdam | [ 30 ] |
| Korean Air               | Séoul-Incheon | [ 31 ] |
| Lufthansa                | Francfort, Munich-F. J. Strauß | [ 32 ] |
| Pacific Coastal Airlines | Anahim Lake, Bella Bella (Île Campbell), Bella Coola, Campbell River, Comox, Massett, Penticton, Port Hardy, Powell River, Quesnel (débute le 30 octobre 2025), Tofino (Long Beach), Trail, Victoria (International), Williams Lake Charter : Terrace-Kitimat | "      |
| Pacific Seaplanes        | Bamfield, Galiano Island, Mayne Island, Port Alberni (en), , Port Washington (en), Thetis Island, Ucluelet (en) | [ 35 ] |
| Philippine Airlines      | Manille-N. Aquino | [ 36 ] |
| Qantas                   | Sydney-K. Smith | [ 37 ] |
| Salt Spring Air          | Ganges (en), Victoria (en) | [ 38 ] |
| Seair Seaplanes          | Bedwell Harbour, Ganges (en), Mayne Island, Montague Harbour, Nanaïmo Harbour (en), Port Washington (en) | [ 39 ] |
| Sichuan Airlines         | Chengdu-Shuangliu, | [ 41 ] |
| Sun Country Airlines     | En saison : Minneapolis-Saint-Paul |        |
| Sunshine Coast Air       | Nanaïmo Harbour (en), Sechelt | [ 42 ] |
| Tofino Air               | Charter : Tofino (Harbour) | [ 43 ] |
| Turkish Airlines         | Istanbul |        |
| United Airlines          | Chicago-O'Hare, Denver, Houston-George Bush, Los Angeles, San Francisco En saison : Newark-Liberty, Washington-Dulles | [ 44 ] |
| United Express           | En saison : San Francisco | [ 44 ] |
| WestJet                  | - Atlanta H.-Jackson, - Calgary, - Cancún, - Edmonton, - Honolulu, - Kahului, - Las Vegas-Harry-Reid, - Los Angeles, - Orlando, - Palm Springs, - Phoenix-Sky Harbor, - Puerto Vallarta, - Régina, - Los Cabos, - Saskatoon, - Toronto (Pearson), - Winnipeg (J. A. Richardson) En saison : - Austin-Bergstrom - Boston Logan, - Détroit, - Fort Lauderdale-Hollywood, - Halifax (Stanfield), - Ixtapa/Zihuatanejo, - Kona, - Liberia-D.-Oduber (débute le 12 décembre 2025), - Līhuʻe, - Mazatlán, - Montréal (P.-E.-Trudeau), - Nashville, - Ottawa (Macdonald-Cartier), - San Diego, - San Francisco - Tampa - Varadero-J.-G.-Gómez (débute le 4 novembre 2025) | [ 45 ] |
| WestJet Encore           | Comox, Cranbrook, Fort St. John, Kelowna, Nanaimo, Prince George, Terrace-Kitimat, Victoria (International) | [ 45 ] |
| XiamenAir                | Xiamen-Gaoqi | [ 46 ] |
| ZIPAIR Tokyo             | Tokyo-Narita |        |

Édité le 10/04/2025.

## Statistiques de trafic
L'aéroport international de Vancouver était en 2013 le deuxième aéroport canadien en nombre de passagers accueillis.

### En graphique
Le graphique qui aurait dû être présenté ici ne peut pas être affiché car il utilise l'ancienne extension Graph, désactivée pour des questions de sécurité. Des indications pour créer un nouveau graphique avec la nouvelle extension Chart sont disponibles ici.

Voir la requête brute et les sources sur Wikidata.

### En tableau
| Année | Trafic passagers (millions) | Trafic cargo (tonnes) |
| ----- | --------------------------- | --------------------- |
| 2009  | 16,2                        | 198 422               |
| 2010  | 16,8                        | 228 400               |
| 2011  | 17                          | 223 900               |
| 2012  | 17,6                        | 227 900               |
| 2013  | 17,97                       | 228 300               |